# Чернівецька губернія

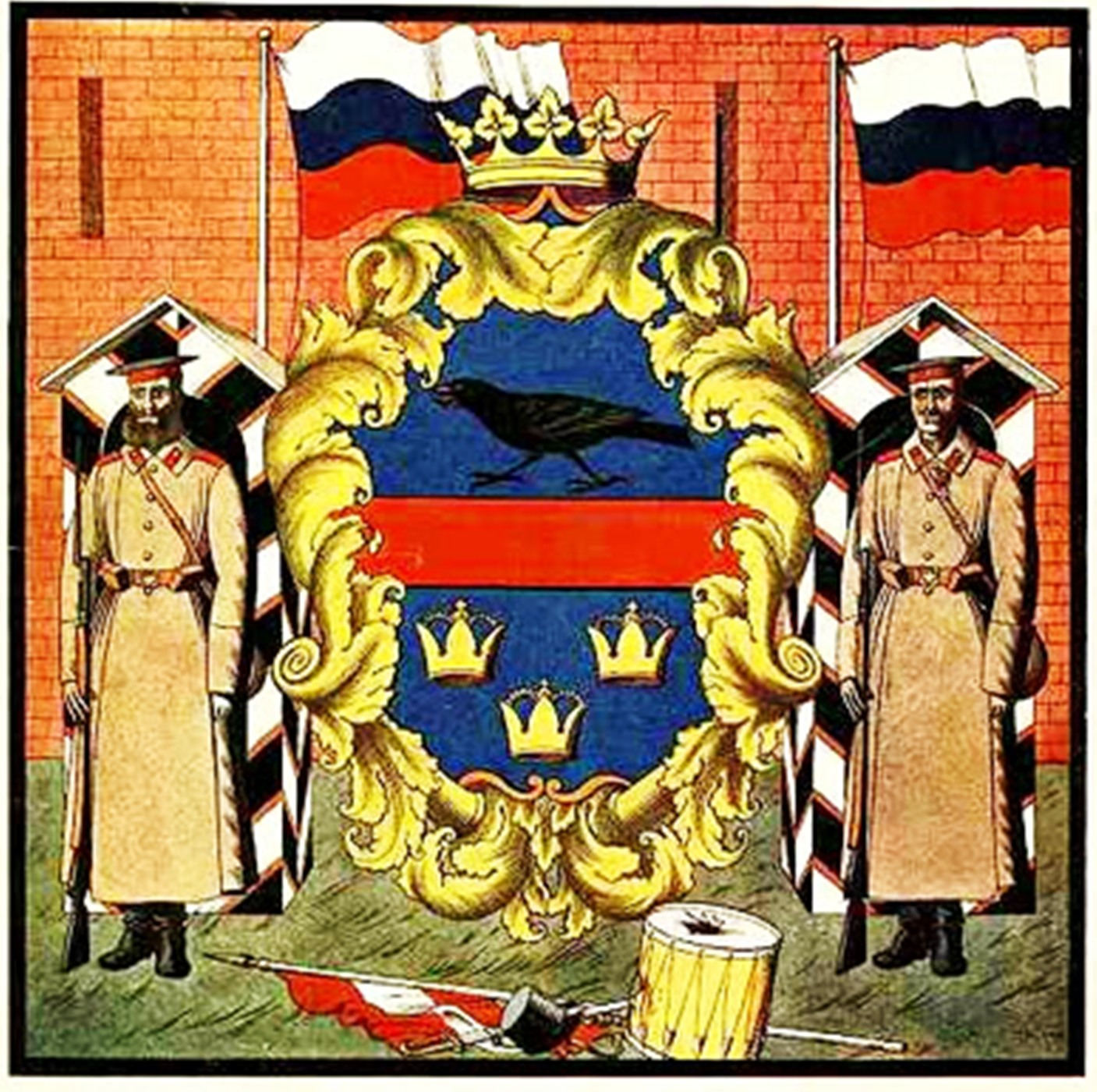
Герб Галицько-Буковинського генерал-губернаторства.

Чернови́цька губе́рнія (рос. Чернови́цкая губе́рния) — історична адміністративно-територіальна одиниця Російської імперії (02.09.1914–20.09.1914, 27.09.1914–21.02.1915, 18.06.1916–03.08.1917), утворена під час Першої світової війни у складі Галицько-Буковинського генерал-губернаторства.

Адміністративний центр — Черновиці.

## Географічні межі губернії
Чернівецьку губернію було утворено в межах історичних регіонів Буковина та Покуття, з північних повітів Герцогства Буковина і східних Королівства Галичини та Володимирії.

## Адміністративний поділ губернії
Губернським містом було визначено Черновиці.

Сама губернія складалася з десяти повітів:
| №  | Повіт           | Повітове місто | Довоєнна приналежність              |
| -- | --------------- | -------------- | ----------------------------------- |
| 1  | Вижницький      | Вижниця        | Герцогство Буковина                 |
| 2  | Городенківський | Городенка      | Королівство Галичини та Володимирії |
| 3  | Коломийський    | Коломия        | Королівство Галичини та Володимирії |
| 4  | Косівський      | Косів          | Королівство Галичини та Володимирії |
| 5  | Коцманьський    | Коцмань        | Герцогство Буковина                 |
| 6  | Надвірнянський  | Надвірна       | Королівство Галичини та Володимирії |
| 7  | Селятинський    | Селятин        | Герцогство Буковина                 |
| 8  | Снятинський     | Снятин         | Королівство Галичини та Володимирії |
| 9  | Сторожинецький  | Сторожинець    | Герцогство Буковина                 |
| 10 | Черновицький    | Черновиці      | Герцогство Буковина                 |

## Управління губернією
Управління губернією здійснювалося губернатором за допомогою органу управління — Канцелярія Чернівецького губернатора.

## Транспортна інфраструктура
Чернівецька губернія мала розвинену мережу залізниць, по її території проходили лінії: Львів — Чернівці — кордон з Румунією, Чернівці — Новоселиця, Делятин — Коломия — Заліщики, Новий Загорж — Хирів — Самбір — Стрий — Станіслав — Коломия — Непоколуц, Коломия — Слобода Рунгурського, Глибока — Берегомет, Берегомет — Межиброди, Неполоківці — Вижниця, Лужани — Заліщики.